# Pallonetto di San Liborio
Il Pallonetto di San Liborio è una zona di Napoli nei pressi della Pignasecca nel quartiere Montecalvario, della Municipalità 2 di Napoli.

Insieme a quelli di Santa Chiara e di Santa Lucia costituisce i tre Pallonetti di Napoli

## Storia
Un’antica tradizione del Pallonetto e quindi della Pignasecca, era quella della scopata, inscenata durante la festa di San Liborio che cade il 22 luglio. Nei pressi di Palazzo Mastelloni, le donne ricevevano una scopa all'interno della Chiesa di San Liborio alla Carità. Dopo la benedizione esse iniziavano a pulire la chiesa con fare frenetico e forsennato, portandosi a farlo fino al vicino mercato, zona dove si accumulava più sporcizia. Era questo un rito simbolico, si pregava San Liborio per chiedere la guarigione dalle malattie del fegato e dai calcoli renali
.

## Edifici storici
- Palazzo Trabucco
- Palazzo Mastelloni